# Cis testaceus
Cis testaceus là một loài bọ cánh cứng trong họ Ciidae. Loài này được Fahraeus miêu tả khoa học năm 1871.